# محمدتقی شکرایی
محمدتقی شکرایی (زاده ۱۳۰۴ – درگذشته ۲۷ شهریور ۱۳۷۹) بازیگر و تهیه‌کننده سینما اهل ایران بود.
وی در سال ۱۳۴۶ نمایندگی پخش فیلم‌های کمپانی‌های کلمبیا و فاکس قرن بیستم را در ایران بر عهده گرفته بود.

## بازیگر
- میرزا کوچک‌خان (۱۳۶۲)

## تهیه‌کننده
- پرستش (۱۳۵۷)
- جانی و تپل (۱۳۵۶)
- دلقک (۱۳۵۵)
- عنتر و منتر (۱۳۵۵)
- غرور و تعصب (۱۳۵۵)
- اخم نکن سرکار (۱۳۵۴)
- دزد سوم (۱۳۵۴)
- رفیق (۱۳۵۴)
- صدای صحرا (۱۳۵۴)
- هم قسم (۱۳۵۴)
- ترکمن (۱۳۵۳)
- غریبه و مه (۱۳۵۳)
- ماجراجویان خشن (۱۳۵۳)
- موسرخه (۱۳۵۳)
- تیغ آفتاب (۱۳۵۲)
- خروس (۱۳۵۲)
- کاکا سیاه (۱۳۵۲)
- گرگ بیزار (۱۳۵۲)
- مردها و نامردها (۱۳۵۲)
- ناخدا (۱۳۵۲)
- نفرین (۱۳۵۲)
- پدر که ناخلف افتد (۱۳۵۱)
- تنها مرد محله (۱۳۵۱)
- شهر آفتاب (۱۳۵۱)
- صبح روز چهارم (۱۳۵۱)
- صمد و سامی، لیلا و لی لی (۱۳۵۱)
- صمد و فولاد زره دیو (۱۳۵۱)
- گذر اکبر (۱۳۵۱)
- لج و لجبازی (۱۳۵۱)
- مطرب (۱۳۵۱)
- تجاوز (۱۳۴۹)

## جوایز
- برنده جایزه بهترین فیلم (غریبه و مه) در جشنواره بین‌المللی فیلم لندن - ۱۳۵۴
- برنده جایزه بهترین فیلم (نفرین) در ششمین دوره جشنواره فیلم سپاس - ۱۳۵۳